# Agnes Mary Clerke
Agnes Mary Clerke (Skibbereen, 10 febbraio 1842 – Londra, 20 gennaio 1907) è stata un'astronoma e scrittrice irlandese.

## Biografia
Seguendo le orme paterne, pur frequentando studi classici, sviluppò un profondo interesse verso l'astronomia sin dalla infanzia utilizzando il telescopio da quattro pollici di suo padre ed incominciò a scrivere una storia dell'astronomia all'età di 15 anni. Nel 1861, all'età di 19 anni, si trasferì con la famiglia a Dublino e nel 1863 a Queenstown. All'età di 25 anni, anche per motivi di salute, insieme a sua sorella maggiore Ellen si recò in Italia, soggiornando principalmente a Firenze, ove rimase fino al 1877 studiando scienze, lingue ed altre discipline che le sarebbero tornate utili più avanti nella vita. Nel 1877 si stabilì a Londra. Al suo ritorno in Gran Bretagna pubblicò sulla Edinburgh Review dell’ottobre 1877 due articoli Brigandage in Sicily e Copernicus in Italy che aveva scritto quando era in Italia. A seguito di questa pubblicazione gli editori della Edinburgh Review che erano anche gli editori della Encyclopaedia Britannica la invitarono a scrivere le biografie di un certo numero di scienziati famosi per la nona edizione dell’Enciclopedia. Questo lavoro portò ad altre richieste tra cui la scrittura di articoli di carattere astronomico per la Catholic Encyclopedia Nella sua carriera redasse le recensioni per numerosi libri scritti in francese, tedesco, greco e italiano. Nel 1885 pubblicò il suo lavoro più noto A Popular History of Astronomy during the Nineteenth Century in cui, sebbene non fosse una astronoma professionista, riuscì a mettere insieme, interpretare e riassumere efficacemente i risultati della ricerca astronomica. Nel 1888 fu per tre mesi presso il South African Astronomical Observatory ospite del direttore Sir David Gill e di sua moglie, ove famigliarizzò con lavori di spettroscopia astronomica che le permisero di acquisire maggiore confidenza su tali argomenti.

## Riconoscimenti[1]
- Nel 1892 Actonian prize della Royal Institution
- Membro della British Astronomical Association e della Royal Astronomical Society
- Eletta nel 1903, insieme a Margaret Lindsay Huggins, membro onorario della Royal Astronomical Society, titolo detenuto sino ad allora da solo due donne Caroline Herschel e Mary Somerville.
- Ad Agnes Mary Clerke la UAI ha intitolato il cratere lunare Clerke[2].